# Кубок Кремля 1990
Кубок Кремля 1990 — международный мужской теннисный турнир, проходивший в Москве с 3 по 12 ноября 1990 года. Это был первый в истории Кубок Кремля и первый турнир ATP на территории Советского Союза. Турнир имел категорию ATP World Series и был последним турниром этой категории в сезоне 1990 года (одновременно проходил турнир этой же категории в Лондоне).
Турнир был организован по инициативе швейцарского бизнесмена Сассона Какшури. Генеральным партнёром турнира был Bayer.
Призовой фонд составил 330 тыс. долларов США.

## Соревнования

### Одиночный разряд
Андрей Черкасов победил  Тима Майотта со счётом 6-2 6-1.

### Парный разряд
Хендрик Ян Давидс /  Пауль Хархёйс победили  Джона Фицджеральда /  Андерса Яррида со счётом 6-4 7-6.

## Интересные факты
- И для советского теннисиста Андрея Черкасова, победившего в одиночном разряде, и для голландцев Хендрика Яна Давидса и Пауля Хархёйса, победивших в паре, это титулы стали первым на уровне АТП в их карьере.